# 만호 방대령 선정비
만호 방대령 선정비는 전라남도 목포시 만호동에 있다. 2012년 5월 21일 목포시의 문화유산 제2호로 지정되었다.
이 비는 개항 이전 목포 역사를 상징하는 목포진과 관련된 것으로『수군절도사 신광익 선정비』와 함께 木浦鎭 시대를 상징하는 목포역사유적 가운데 가장 오래된 것이다. 비의 전면에는 “行萬戶方公大○○德賑率善政碑(행만호방공대○○덕진솔선정비)”라는 비명이 새겨져 있고, 뒷면에는 ‘乙未年’이라 새겨져 있다. 비문 중 이름 부분이 마모되어 만호의 정확한 성명을 알 수 없었으나 온양 방씨 문중에서 제시한 자료를 근거로 1714년에 목포 만호로  임명된 “方大寧(방대령)”의 비라는 것이 확인되었으며, 방대령(方大寧)의 행적과 연관해 볼 때 건립 시기는 1715년 9월로 추정된다.
휘 대령(大寧)은 무관으로, 온수군 휘 운(雲) 할아버님으로부터 20世 이신 윤손(潤孫)공의 8대손입니다. 1683년생 이시고, 만 22세로 부사맹(副司猛, 종8품 무관직) 재직시 숙종(肅宗) 31년(1705) 을유(乙酉) 증광시(增廣試) 병과(丙科) 31위로 무과에 합격 하셨습니다.
이 분 선정비(善政碑)가 현재 전라남도 목포시 만호동 1-56일대 소재 목포진(木浦鎭) 역사공원에 있습니다.
안타깝게 휘자(諱字)란의 한 글자가 결락(缺落)되었으나, 승정원일기(承政院日記) 기록상 대녕 할아버님께서 갑오년(1714년) 목포만호를 하셨고, 그 다음해인 을미년(1715년)에 선정비가 세워진 것을 보면 비석의 대(大)자 다음의 글자는 녕(寧)가 확실합니다.
비문의 원문 내용은 다음과 같습니다.
行萬戶方公大○○德賑率善政碑 乙未年(高 149cm, 幅 49.5cm)
행만호방공대○○덕진솔선정비
이 비는 원래 목포진에 있었던 것을 경술국치후 왜인(倭人)들이 땅속에 묻어두었 것을, 1950년 목포 문화원을 중수시 발견하여, 2014년 12월 목포진 역사공원내로 옮겨 세웠습니다.     
(方大寜의 년보와 가계)-온양방씨 교수공파
1680년 한성(漢城)에서 출생
1705년 무과(武科) 을유(乙酉) 증광시(增廣試) 병과(丙科) 합격
1714년 승정원일기 6월 22일, 목포만호(木浦萬戶)
1715년 을미년 입비(立碑) -> 비문
1724년 승정원일기 5월 17일, 부사과(副司果)
1727년 승정원일기 8월 8일, 어유간(魚游澗) 첨절제사(僉節制使)
1728년 양무원종공신녹권상, 양무원종(揚武原從) 2등공신
1733년 승정원일기 8월 19일, 허사(許沙) 첨절제사(僉節制使)
조부 방두명(方斗明) 용양위부호군(龍驤衛副護軍) 절충장군(折衝將軍)
백부 방시욱(方時煜) 1652년생, 1675년 진사합격, 한성거주
```
                    매부 나주 양(梁)씨 양홍도(梁弘度, 현종10 1669년 역과합격)
```

부   방시석(方時碩) 용양위부호군(龍驤衛副護軍) 절충장군(折衝將軍)
본인 방대녕(方大寧) 양무원종2등공신 첨절제사
처부 우봉(牛峯) 金씨 직장(直長) 김설명(金說明,1676년생)
동생 방대평(方大平)
자   방순(方洵) 